# Sing for Absolution
Singles de Muse
Hysteria
(2003) Apocalypse Please
(2004)
Pistes de Absolution
Time Is Running Out
(3) Stockholm Syndrome
(5)
Sing for Absolution est une chanson du groupe de rock alternatif Muse, quatrième single de l'album Absolution. Sorti en mai 2004, il se place directement en 16e place des charts anglais. Le morceau apparaît également dans le DVD Absolution Tour en face B du titre Butterflies and Hurricanes, dans une version acoustique.

## Autour du morceau
Sing for Absolution fut composée en clé de ré mineur dans un tempo modéré de 86 pulsations par minute. Le registre vocal s'étend du sol3 au la4. Quand elle est jouée en live, elle est transposée en do# majeur (ré bémol majeur en équivalent enharmonique).
Le batteur Dominic Howard indiqua lors de différentes interviews que la chanson était la représentation concrète d'une absolution réalisée à travers la musique, dans toutes les facettes de sa composition.

## Clip
Décrit comme un « pseudo film "sci-fi" catastrophe », le clip met en scène les membres du groupe en tenues d'astronautes, aux commandes d'un vaisseau spatial censé coloniser une planète lointaine qui s'avère, après le crash de l'engin à la suite de collisions d'astéroïdes, être la Terre, qui apparaît dévastée à la fin de la vidéo.

## Formats et pistes
| 1. | Sing for Absolution (version "US remix") | 5 min 01 s |
| 2. | Fury                                     | 4 min 59 s |

| 1. | Sing for Absolution                | 3 min 44 s |
| 2. | Bliss (version live à Ahoy)        | 4 min 05 s |
| 3. | Sunburn (version live à Ahoy)      | 4 min 08 s |
| 4. | Feeling Good (version live à Ahoy) | 3 min 31 s |

| 1. | Sing for Absolution        | 4 min 54 s |
| 2. | Time Is Running Out (clip) | 4 min 05 s |
| 3. | Hysteria (clip)            | 3 min 47 s |
| 4. | Sing for Absolution (clip) | 4 min 57 s |

| 1. | Sing for Absolution (version live au "Pinkpop" 2004) | 4 min 50 s |
| 2. | Time Is Running Out (version live au "Pinkpop" 2004) | 4 min 15 s |
| 3. | Ruled by Secrecy (version live au "Pinkpop" 2004)    | 4 min 52 s |
| 4. | The Small Print (version live au "Pinkpop" 2004)     | 3 min 47 s |